# 电致变色

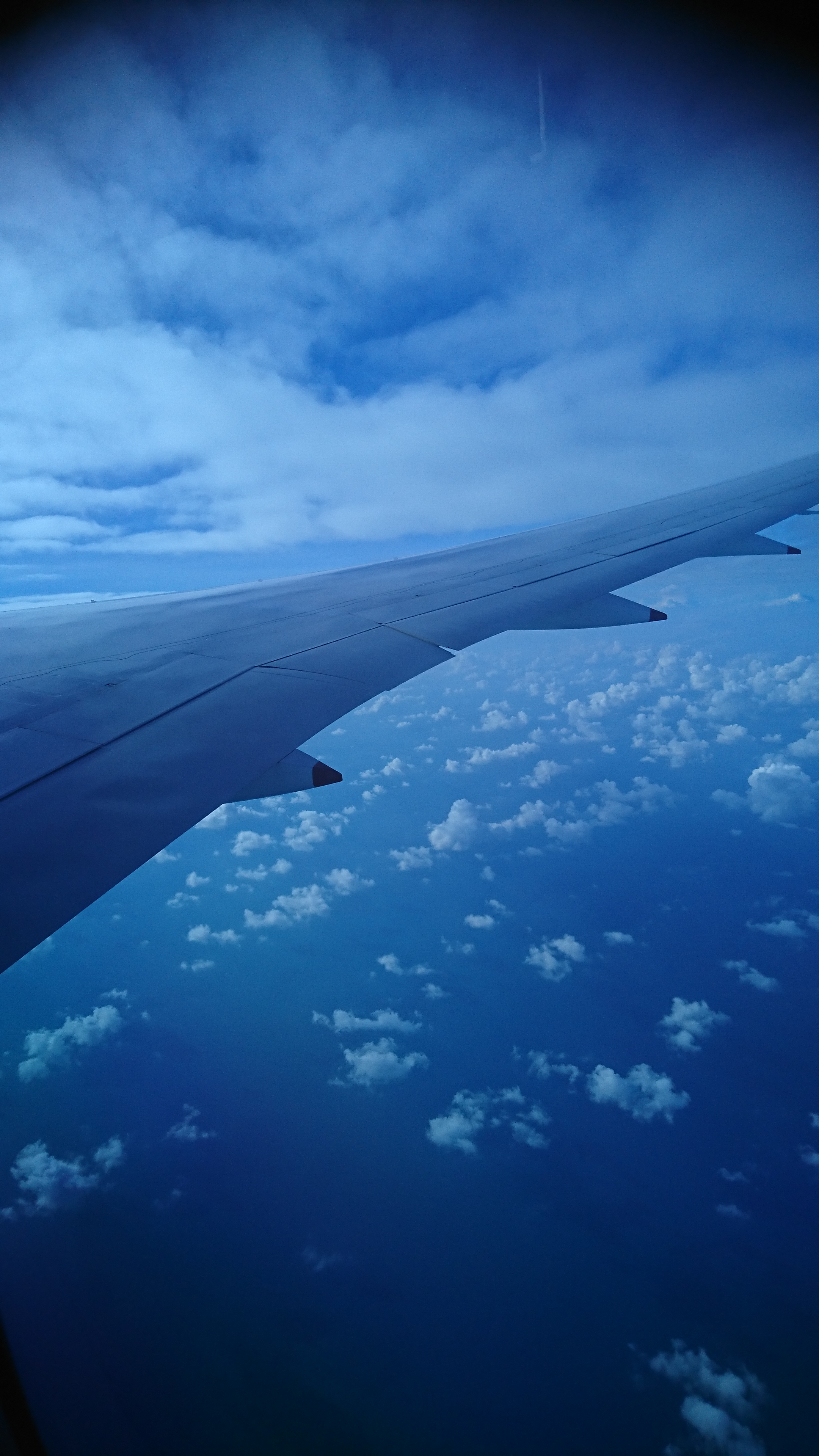
波音787的電致變色窗在4/5亮度時的樣子

电致变色是材料的光学属性（反射率、透过率、吸收率等）在外加电场的作用下发生稳定、可逆的颜色变化的现象，在外观上表现为颜色和透明度的可逆变化。具有电致变色性能的材料称为电致变色材料，用电致变色材料做成的器件称为电致变色器件。
电致变色材料一个很好的例子是聚苯胺，聚苯胺可以通过电化学过程或者苯胺的化学氧化过程来形成。 如果把电极浸入含有低浓度苯胺的盐酸溶液中， 在电极上就会产生聚苯胺薄膜。根据不同的氧化态，聚苯胺可以呈现为浅黄色或者深绿/黑色。其它找到技术应用的电致变色材料包括紫精和鎢系多酸。更多的电致变色材料包括三氧化钨 (WO3)，它的主要化学用途是制作电致变色窗或者智能窗。
由于颜色改变的持久稳固且仅在产生改变时需要能量，电致变色材料被用于控制允许穿透窗户 （智能窗）的光和热的总量，也在汽车工业中应用于根据各种不同的照明条件下自动调整後視鏡的深浅。紫精和二氧化钛（TiO2）一起被用于小型数字显示器的制造。它很有希望取代液晶显示器，因为紫精（通常为深蓝）与明亮的钛白色有高对比度，因此提供了显示器的高可视性。
电致变色智能玻璃在电场作用下具有光吸收透过的可调节性，可选择性地吸收或反射外界的热辐射和内部的热的扩散，减少办公大楼和民用住宅在夏季保持凉爽和冬季保持温暖而必须消耗的大量能源。同时起到改善自然光照程度、防窥的目的。解决现代不断恶化的城市光污染问题。是节能建筑材料的一个发展方向。
电致变色材料具有双稳态的性能，用电致变色材料做成的电致变色显示器件不仅不需要背光灯，而且显示静态图象后，只要显示内容不变化，就不会耗电，达到节能的目的。电致变色显示器与其它显示器相比具有无视盲角、对比度高等优点。
用电致变色材料制备的自动防眩目后视镜，可以通过电子感应系统，根据外来光的强度调节反射光的强度，达到防眩目的作用，使驾驶更加安全。 
电致变色智能玻璃能以较低的电压（2-5 V）和较低的功率调节汽车、飞机内部的光线强度，使旅途更加舒适。 目前，电致变色调光玻璃已经在一些高档轿车和飞机上得到应用。